# Fennpfuhlbrücke
Die Fennpfuhlbrücke ist eine Fußgängerbrücke über die neu geschaffene Gewässerverbindung zwischen Fennpfuhl und Langpfuhl im Ortsteil Berlin-Fennpfuhl des Berliner Bezirks Lichtenberg inmitten des Fennpfuhlparks. Sie dient dem Zugang zum Stadtteilzentrum Anton-Saefkow-Platz (zuerst gesellschaftliches Zentrum genannt) und der Volksporthalle von Osten, aus dem Bereich des Weißenseer Weges.

## Entstehung
Die Fennpfuhlbrücke war ein Teil der Planung der Jahre 1970–1977 für den Bau und die Fertigstellung des damaligen Wohngebietes Lichtenberg-Nord samt Wohngebietspark. Die Planung sah unter anderem zur Überquerung der sechsspurigen Straße Weißenseer Weg (zwischen 1976 und 1992 Ho-Chi-Minh-Straße) auch eine Fußgängerhochbrücke vor, die aber nie gebaut wurde (wie an Emaille-Informationstafeln im Wohngebiet und in einer Zeitschrift dargestellt wurde). Beide Brücken sollten eine Einheit bilden und zum Promenieren im Park einladen.
Die zwischen 1978 und 1979 tatsächlich gebaute Brücke überspannt den heutigen Fennpfuhl, der aus einer Zusammenlegung des früheren Fennpfuhls mit dem Langpfuhl entstand; das Alter beider Gewässer wird mit rund 20.000 Jahren angegeben. In einer internen Studie aus dem Jahre 1970 war die Zusammenlegung nicht geplant, es ist von „den beiden Seen“ die Rede. (Auf dem alten Fennpfuhl befand sich zwischen 1925 und 1953 eine offizielle 250 m lange ovale Eisschnelllaufbahn, auf der im Februar 1951 die Berliner Meisterschaften durchgeführt wurden.)
Der Entwurf der Fennpfuhlbrücke stammt aus einem Ostberliner Ingenieurbüro, sie wurde als einfache Stahlverbundbrücke aus Fertigteilen gebaut.
Die Brücke ist mit einer betonierten Gehbahn überzogen, als Tragwerk dienen fünf hochkant liegende Betonträger und die gesamte Konstruktion ruht auf massiven Betonquadern.
In das schmiedeeiserne Geländer sind ovale Schmuckelemente eingearbeitet, die verschiedene Vögel und Gewächse darstellen und nach Entwürfen von Adam Kurtz 1986 in der Kunstschmiede Weißensee angefertigt wurden.
Gleicher Schmuck wurde 1986 auch an einem kleinen Sitzplatz an der Nordseite des Fennpfuhls für eine Uferbegrenzung ausgeführt und zwar als dekorative Gestaltung des Frischwassereinlasses und der Stützmauer am Langpfuhl sowie vereinfacht am Ufer vor dem ehemaligen Restaurant „Seeterrassen“.

## Weitere, nicht realisierte Brücken im Bereich Berlin-Fennpfuhl
Eine Brücke, die den vergrößerten und mit einem Freibad ausgebauten Fennpfuhl überqueren und bis zur Karl-Lade-Straße heranreichen sollte, ist über das Konzeptionsstadium nie hinaus gekommen.
Als große Fußgängerüberführung, ähnlich wie oben für den Weißenseer Weg dargelegt, sollte auch eine Brücke über die sechsspurige Landsberger Allee (ehemalige Leninallee) errichtet werden, und zwar von der Freifläche zwischen dem Doppelhochhaus und der früheren Lebensmittelkaufhalle (heute Standort des Castello) auf der Nordseite der Allee bis zum Boulevard am Anton-Saefkow-Platz, wie ebenfalls früher dort vorhandene Informationstafeln und die folgende Aussage zeigen: „Arbeiten der bildenden und angewandten Kunst (sollen) von der Fußgängerbrücke Leninallee bis Kaskade Fennpfuhl“ aufgestellt werden.